# Справа «Україна та Нідерланди проти Росії»
Справа «Україна та Нідерланди проти Росії» (англ. Grand Chamber Ukraine and the Netherlands v. Russia) — міждержавна судова справа, розглянута Великою палатою Європейського суду з прав людини (ЄСПЛ) у Страсбурзі. Справа об'єднує скарги України та Нідерландів проти Російської Федерації (РФ) у зв'язку з широкомасштабними порушеннями прав людини з боку РФ на території України з 2014 року, збиттям Boeing 777, включно з повномасштабною агресією 2022 року.
Суд встановив, що РФ здійснювала ефективний контроль над тимчасово окупованими територіями України з 11 травня 2014 року — відтоді, як там утвердився фактичний контроль її військових формувань. У остаточному рішенні від 9 липня 2025 року ЄСПЛ визнав Російську Федерацію відповідальною за численні та системні порушення Європейської конвенції з прав людини (ЄКПЛ) на території України.
Це одне з наймасштабніших міждержавних проваджень в історії ЄСПЛ за кількістю порушених прав, обсягом доказової бази та кількістю постраждалих.

## Заяви
1. Заява № 43800/14 (2014) — подана Україною 13 червня 2014 року після початку Російсько-української війни (з 2014), стосується порушень прав людини, пов'язаних із вивезенням груп дітей з інтернатів з територій Донецької і Луганської областей, непідконтрольних уряду України, до Російської Федерації або до утворень, що діють під її контролем.
2. Заява № 8019/16 (2016) — подана Україною у зв'язку з порушеннями прав людини в окремих районах Донецької та Луганської областей, які з 2014 року опинились під контролем підтримуваних Росією збройних формувань, зокрема вбивства, катування, незаконні затримання, утиски свободи релігії, вираження поглядів і переслідування громадян, які підтримували територіальну цілісність України.
3. Заява № 28525/20 (2020) — подана урядом Нідерландів через збиття малайзійського рейсу MH17 17 липня 2014 року над територією, яка перебувала під фактичним контролем підтримуваних РФ збройних формувань. Заява подана від імені родичів 298 загиблих і стосується порушення права на життя та відсутності ефективного розслідування.
4. Заява № 11055/22 (2022) — подана Україною 1 березня 2022 року після початку повномасштабного вторгнення РФ. Стосується систематичних воєнних злочинів, скоєних збройними силами РФ по всій території України, включно з вбивствами мирного населення, руйнуванням інфраструктури, депортацією дітей, сексуальним насильством і катуваннями.[1]

17 лютого 2023 року ЄСПЛ об'єднав заяву № 11055/22 із раніше поданими справами, створивши єдине провадження під спільною назвою.

## Участь третіх держав
До міждержавної заяви України № 11055/22 з 23 червня 2022 року як треті сторони приєдналися 26 держав і неурядова організація, які подали письмові зауваження щодо основних питань справи:
- Австрія
- Бельгія
- Болгарія
- Велика Британія
- Данія
- Естонія
- Ірландія
- Ісландія
- Іспанія
- Італія
- Латвія
- Литва
- Люксембург
- Нідерланди
- Німеччина
- Норвегія
- Польща
- Португалія
- Румунія
- Словаччина
- Словенія
- Фінляндія
- Франція
- Хорватія
- Чехія
- Швеція
- Женевська академія міжнародного гуманітарного права і прав людини

## Запобіжні заходи
1 березня 2022 року, через п'ять днів після початку повномасштабного вторгнення Російської Федерації в Україну, ЄСПЛ, на підставі Правила 39 Регламенту Суду, застосував тимчасовий запобіжний захід у межах міждержавної заяви України. Суд закликав Російську Федерацію утриматися від військових атак на цивільне населення та цивільні об'єкти на всій території України. Зокрема, йшлося про школи, лікарні, житлові будинки, критичну інфраструктуру — об'єкти, захищені міжнародним гуманітарним правом.
4 березня 2022 року ЄСПЛ уточнив і розширив застосування запобіжного заходу, наголосивши, що вимоги стосуються всіх територій України, які перебувають під фактичним контролем Російської Федерації або підконтрольних їй збройних формувань. Це означає, що Російська Федерація несе повну відповідальність за дотримання прав людини на окупованих нею територіях — відповідно до юрисдикції, яку вона здійснює в умовах контролю.
Суд наголосив на обов'язковості виконання запобіжних заходів державами-учасницями Конвенції. Попри це, Російська Федерація не виконала запобіжні заходи: обстріли цивільних об'єктів, облоги міст (зокрема Маріуполя), примусова депортація цивільних та інші дії, що мають ознаки воєнних злочинів, продовжувалися протягом усього періоду до виходу РФ з-під юрисдикції ЄСПЛ 16 вересня 2022 року.

## Хід справи
- 13 червня 2014 Україна подала міждержавну заяву №  43800/14 щодо порушень ЄКПЛ на сході України, зокрема переміщення дітей з району збройного конфлікту.

- 11 червня 2018 ЄСПЛ об'єднав дві заяви України (№  8019/16 і №  70856/16), що стосуються систематичних порушень ЄКПЛ на сході України під час ефективного контролю Російської Федерації.

- 23 серпня 2018 ЄСПЛ повідомив РФ про комунікацію об'єднаного провадження.

- 10 липня 2020 Нідерланди подали заяву №  28525/20 проти РФ щодо збиття пасажирського літака рейсу MH17 над Україною у 2014 році.

- 28 лютого 2022 Україна подала заяву № 11055/22 (реєстр. 1 березня 2022) стосовно порушень ЄКПЛ під час повномасштабного вторгнення РФ.

- 1 та 4 березня 2022 ЄСПЛ застосував запобіжні заходи, зобов'язуючи РФ утриматися від атак на цивільне населення й об'єкти по всій території України, включно з окупованими або контрольованими РФ ділянками.

- 16 вересня 2022 дія Конвенції щодо Російської Федерації припинилася, після її виходу з Ради Європи.

- 30 листопада 2022 (оголошено 25 січня 2023) Велика палата ЄСПЛ ухвалила проміжне рішення у справі: визнала частково прийнятними заяви №  43800/14, 8019/16, 28525/20, підтвердила ефективний контроль РФ над частинами східної України з 11 травня 2014 року.

- 17 лютого 2023 ЄСПЛ об'єднав всі чотири заяви (включно з №  11055/22) в одну справу під загальною назвою «Україна та Нідерланди проти Росії».

- 12 червня 2024 відбулося публічне слухання по суті справи у Великій палаті. Російська Федерація, яка з 2022 року припинила участь у провадженні, на слуханні була відсутня. На слуханні виступили представники України, Нідерландів, а також Молдови як третьої сторони. Решта держав, що долучилися до справи, подали письмові зауваження.

- 9 липня 2025 року Велика палата ЄСПЛ ухвалила рішення по суті справи. Суд поклав на Російську Федерацію відповідальність за порушення ЄКПЛ, у зв'язку з невиконанням нею зобов'язань за Конвенцією.

## Основні порушення, на які посилалися заявники
У своїх заявах Україна та Нідерланди звинувачували Російську Федерацію у систематичних порушеннях низки статей Європейської конвенції з прав людини, зокрема:
- Стаття 2 — право на життя;
- Стаття 3 — заборона катувань і нелюдського поводження;
- Стаття 5 — право на свободу та особисту недоторканність;
- Стаття 6 — право на справедливий суд;
- Стаття 8 — право на повагу до приватного та сімейного життя;
- Стаття 9 — свобода релігії;
- Стаття 10 — свобода вираження поглядів;
- Стаття 11 — свобода зібрань;
- Стаття 13 — право на ефективний засіб правового захисту;
- Стаття 14 — заборона дискримінації (у поєднанні з іншими правами);
- Стаття 1 Протоколу № 1 — захист права власності;
- Стаття 2 Протоколу № 4 — свобода пересування.[2]

## Проміжне рішення
25 січня 2023 року ЄСПЛ ухвалив рішення щодо прийнятності справ № 43800/14, № 8019/16 і № 28525/20:
- Суд визнав, що Російська Федерація здійснювала ефективний контроль над тимчасово окупованими територіями сходу України з 11 травня 2014 року, а також відповідальна за дії, які там відбувалися.
- Суд визнав скарги заявників прийнятними, що відкрило шлях до повноцінного розгляду справи по суті.
- Російська Федерація, попри свій вихід із Ради Європи у 2022 році, залишається відповідальною за дії, вчинені до 16 вересня 2022 року, коли закінчився строк дії юрисдикції Суду щодо РФ.

## Рішення
9 липня 2025 року ЄСПЛ оголосив рішення по суті справи. Це стало першим рішенням Великої палати у справі, що одночасно охоплює тривалий міжнародний збройний конфлікт, катастрофу цивільного авіалайнера та широкомасштабне вторгнення на територію держави-члена Ради Європи.

## Значення справи
Рішення по справі, ймовірно, матиме визначальний вплив на:
- міжнародно-правову кваліфікацію збройної агресії РФ;
- майбутні процеси компенсації жертвам;
- документи для інших міжнародних судів, зокрема Міжнародного кримінального суду (МКС).

## Виконання рішень суду
Попри заяву Російської Федерації про невизнання рішень ЄСПЛ, ухвалених після 15 березня 2022 року, вона залишалася договірною стороною Європейської конвенції з прав людини (ЄКПЛ) до 16 вересня 2022 року. Відповідно, Європейський суд з прав людини зберігає юрисдикцію щодо всіх порушень Конвенції, вчинених до цієї дати, незалежно від подальших заяв або позиції РФ.
Участь у Конвенції є добровільною. Визнаючи юрисдикцію Суду, Російська Федерація взяла на себе зобов'язання виконувати його рішення відповідно до статті 46 ЄКПЛ.
Контроль за виконанням рішень здійснює Комітет міністрів Ради Європи. Зобов'язання, встановлені у рішенні, зберігають обов'язкову силу без часових обмежень.
Рішення ЄСПЛ містять офіційні висновки щодо відповідальності Російської Федерації за системні порушення прав людини. Вони можуть бути використані як докази в інших міжнародних і національних юрисдикціях, зокрема в Міжнародному кримінальному суді або судах інших держав, навіть за відсутності примусового механізму виконання у разі відмови держави від співпраці.

##### Порушення, на які посилаються заявники
- Звіт Amnesty International: «Російська агресія в Україні»
- Звіти Human Rights Watch:

світові: Події 2021 року в Україні; Події 2022 року в Україні;
спеціальні: «Ми не мали вибору»: Фільтрація та злочин примусового переміщення українських цивільних до Росії (1 вересня 2022 року);
«Інтенсивна та тривала шкода»: Атаки з використанням касетних боєприпасів в Україні (11 травня 2022 року);
«Наше місто зникло»: Руйнування Маріуполя Росією (8 лютого 2024 року);